# Orsonwelles bellum
Espèce
Orsonwelles bellum est une espèce d'araignées aranéomorphes de la famille des Linyphiidae.

## Distribution
Cette espèce est endémique de Kauai à Hawaï,.

## Description
Les femelles mesurent de 10,54 à 11,97 mm.

## Étymologie
Cette espèce, observée au pied de la tour de l'émetteur de radio du mont Kahili, est nommée en référence à l'émission radiophonique La Guerre des mondes (The War of the Worlds) d'Orson Welles, bellum signifiant en latin « guerre ».

## Publication originale
- Hormiga, 2002 : Orsonwelles, a new genus of giant linyphiid spiders (Araneae) from the Hawaiian Islands. Invertebrate Systematics, vol. 16, p. 369-448 (texte intégral).